# Астероидная программа Индианы
Астероидная программа Индианы (англ. Indiana Asteroid Program) — бывшая программа фотографических наблюдений за астероидами, осуществлялась с применением астрографической камеры с 10-дюймовыми f/6,5 объективами триплет в обсерватории им. Гёте Линка близ Бруклина, штат Индиана. Программа была начата Фрэнком К. Эдмондсоном из Индианского университета в Блумингтоне в 1949 году и продолжалась по 1967 год. У проекта было четыре цели:
- уточнение положения астероидов, которые располагаются далеко от спрогнозированных для них местоположений;
- проведение новых вычислений орбит и пересмотр прежних;
- получение звёздных величин с точностью до 0,1 единицы;
- обучение студентов.[4]

Когда используемый в обсерватории телескоп-рефлектор с диаметром 0,91 метра оказался непригодным для поиска астероидов, докторант Джеймс Каффи организовал постоянное заёмное использование линз диаметром 0,254 метра из университета Цинциннати. Все открытия, сделанные в рамках данной программы, были сделаны при помощи инструмента с заёмными линзами, установленного в ангаре рядом с основной обсерваторией.
К 1958 году в рамках программы было создано 3500 фотопластинок с 12 000 снимков астероидов, и в научном журнале Minor Planet Circular было опубликовано около 2000 точных местоположений астероидов. По окончании программы в сумме было открыто 119 астероидов. Последним открытием стал безымянный астероид 30718 Records, обнаруженный в 1955 году и не имевший собственного наименования до 2008 года, когда, наконец, его орбита была рассчитана и подтверждена.
Программа была окончена, когда огни близлежащего города Индианаполиса стали слишком яркими и мешали длительной выдержке для получения качественных фотопластинок.
Около 7000 фотопластинок этой астрономической программы теперь находятся на архивном хранении в обсерватории Лоуэлла.

## Открытые в рамках программы астероиды
Источник:: IAU Minor Planet Center: Discovery Circumstances of Numbered Minor Planets
| - 1575 Winifred - (1578) Кирквуд - (1602) Индиана - 1615 Bardwell - 1721 Wells - (1728) Гёте Линк - 1729 Beryl - (1741) Джиклас - 1746 Brouwer - 1751 Herget - 1761 Edmondson - (1762) Расселл - 1763 Williams - 1764 Cogshall - 1765 Wrubel - 1766 Slipher - 1767 Lampland - 1788 Kiess - 1798 Watts - 1799 Koussevitzky - 1822 Waterman - 1824 Haworth - (1826) Миллер - 1827 Atkinson - 1852 Carpenter - 1853 McElroy - 1952 Hesburgh - 1953 Rupertwildt - 1955 McMath - 1971 Hagihara | - (1988) Делорес - 1994 Shane - (1996) Адамс - (1997) Леверье - 2007 McCuskey - (2023) Асаф - 2024 McLaughlin - 2026 Cottrell - (2059) Бабиокивари - (2065) Спайсер - (2069) Хаббл - 2070 Humason - 2086 Newell - (2110) Мур-Ситтерли - (2160) Спитцер - (2161) Гриссом - 2165 Young - 2168 Swope - 2182 Semirot - 2196 Ellicott - (2227) Отто Струве - 2300 Stebbins - 2301 Whitford - (2322) Китт-Пик - 2326 Tololo - 2334 Cuffey - 2351 O'Higgins - (2405) Уэлш - 2417 McVittie - 2466 Golson | - 2488 Bryan - 2496 Fernandus - 2516 Roman - 2528 Mohler - 2624 Samitchell - 2641 Lipschutz - (2653) Принципия - (2751) Кэмпбелл - 2753 Duncan - 2775 Odishaw - 2842 Unsöld - 2848 ASP - 2853 Harvill - 2974 Holden - 2996 Bowman - 3070 Aitken - 3145 Walter Adams - 3167 Babcock - (3180) Морган - 3185 Clintford - 3282 Spencer Jones - 3363 Bowen - 3371 Giacconi - 3428 Roberts - 3433 Fehrenbach - 3447 Burckhalter - 3474 Linsley - 3520 Klopsteg - 3572 Leogoldberg - 3654 AAS | - 3717 Thorenia - 3882 Johncox - (3959) Ирвин - 3961 Arthurcox - 4045 Lowengrub - 4046 Swain - 4048 Samwestfall - 4299 WIYN - 4300 Marg Edmondson - 4388 Jürgenstock - 4423 Golden - 4463 Marschwarzschild - 4911 Rosenzweig - 4912 Emilhaury - 5074 Goetzoertel - 5536 Honeycutt - 5567 Durisen - 5568 Mufson - 7001 Noether - 7368 Haldancohn - 7723 Lugger - 8059 Deliyannis - 8320 van Zee - 9143 Burkhead - 9144 Hollisjohnson - 9260 Edwardolson - 9261 Peggythomson - 19912 Aurapenenta - 30718 Records |